# فريدي جو نان
فريدي جو نان (بالإنجليزية: Freddie Joe Nunn)‏ هو لاعب كرة قدم أمريكية أمريكي، ولد في 9 أبريل 1962 في مقاطعة نوكسوبي في الولايات المتحدة.

## وصلات خارجية
- فريدي جو نان على موقع مرجع كرة القدم المحترفة.كوم (الإنجليزية)